# Colom de l'illa de Maurici
El colom de l'illa de Maurici (Columba thiriouxi) és un ocell extint de la família dels colúmbids (Columbidae).
Potser es va extingir al voltant de 1730 a causa de la caça, la depredació de les rates introduïdes i la desforestació.
Conegut únicament per una sèrie bastant limitada de restes òssies subfòssils, la validesa de l'espècie és qüestionada. L'holotip és un tars-metatars dret col·lectat per Etienne Thirioux el 1910. L'espècie va ser descrita per primera vegada el 2011.